# Бернар, Мишель
Мишель Бернар (фр. Michel Bernard; 31 декабря 1931, Sepmeries — 14 февраля 2019[…], Анзен) — французский легкоатлет, специалист по бегу на средние и длинные дистанции, а также легкоатлетическому кроссу. Выступал за сборную Франции по лёгкой атлетике в 1958—1971 годах, победитель и призёр первенств национального значения, участник двух летних Олимпийских игр. Также известен как спортивный функционер, в 1985—1987 годах президент Федерации лёгкой атлетики Франции.

## Биография
Родился 31 декабря 1931 года в коммуне Сепмери департамента Нор, Франция. Его отец Пьер Бернар, работавший кузнецом, погиб во время Второй мировой войны. Мишель вместе с младшей сестрой воспитывался одной матерью, управлявшей местным хозяйственным магазином.
В возрасте шестнадцати лет Бернар начал работать на заводе, а через год увлёкся бегом — 1949 и 1950 годах становился чемпионом Франции среди юниоров. Из-за 18-месячной службы в армии вынужден был сделать перерыв в спортивной карьере и потерял форму, но к 1954 году вернулся в число лучших бегунов страны. В 1955 году впервые выиграл национальный титул среди взрослых спортсменов, вошёл в состав французской национальной сборной, где рассматривался в качестве кандидата на участие в Олимпийских играх 1956 года в Мельбурне. В итоге ему так и не довелось выступить на этой Олимпиаде, в конкурентной борьбе он уступил более успешному бегуну Мишелю Жази, имевшему лучшие тренировочные условия, в то время как Бернару для подготовки к основным стартам приходилось брать отпуск за свой счёт на работе.
В 1958 году Мишель Бернар стал чемпионом Франции в беге на 5000 метров и в беге по пересечённой местности, показал девятый результат на чемпионате Европы в Стокгольме, финишировал шестым на чемпионате мира по кроссу в Кардиффе. В 1959 году, став членом спортивной ассоциации коммуны Анзен, выиграл национальное первенство на дистанциях 1500 и 5000 метров. Благодаря череде удачных выступлений удостоился права защищать честь страны на летних Олимпийских играх 1960 года в Риме — в дисциплинах 1500 и 5000 метров занял итоговые седьмые места.
После римской Олимпиады Бернар остался в основном составе французской национальной сборной и продолжил принимать участие в крупнейших международных стартах. Так, в 1961 году он выиграл чемпионат Франции в беге на 10 000 метров и в кроссе, в 1962 году был лучшим в стране в беге на 5000 метров и выступил на европейском первенстве в Белграде, где в той же дисциплине стал пятым.
Находясь в числе лидеров легкоатлетической команды Франции, благополучно прошёл отбор на Олимпийские игры 1964 года в Токио — на сей раз стартовал исключительно в беге на 1500 метров и вновь расположился в итоговом протоколе на седьмой позиции.
Впоследствии оставался конкурентоспособным бегуном вплоть до 1971 года, на протяжении всего этого времени почти каждый год участвовал в чемпионатах мира по кроссу, отметился участием в чемпионате Европы в Хельсинки, где в беге на 5000 метров не смог преодолеть предварительный квалификационный забег.
По завершении спортивной карьеры в 1975 году опубликовал книгу-автобиографию La Rage de courir. Проявил себя как спортивный функционер, в частности в 1985—1987 годах занимал должность президента Федерации лёгкой атлетики Франции. Занимался политикой на региональном уровне. За выдающиеся спортивные достижения награждён орденом Почётного легиона в степени кавалера (1991) и офицера (2001).
С 1961 года был женат на легкоатлетке Шанталь Шурн, имел сына Пьер-Мишеля (род. 1963), дочерей Сандрин (род. 1964) и Кати (род. 1965). Его сын Пьер-Мишель в 2008 году был избран на должность мэра коммуны Анзен.
Умер 14 февраля 2019 года в коммуне Анзен в возрасте 87 лет.